# Roland Young

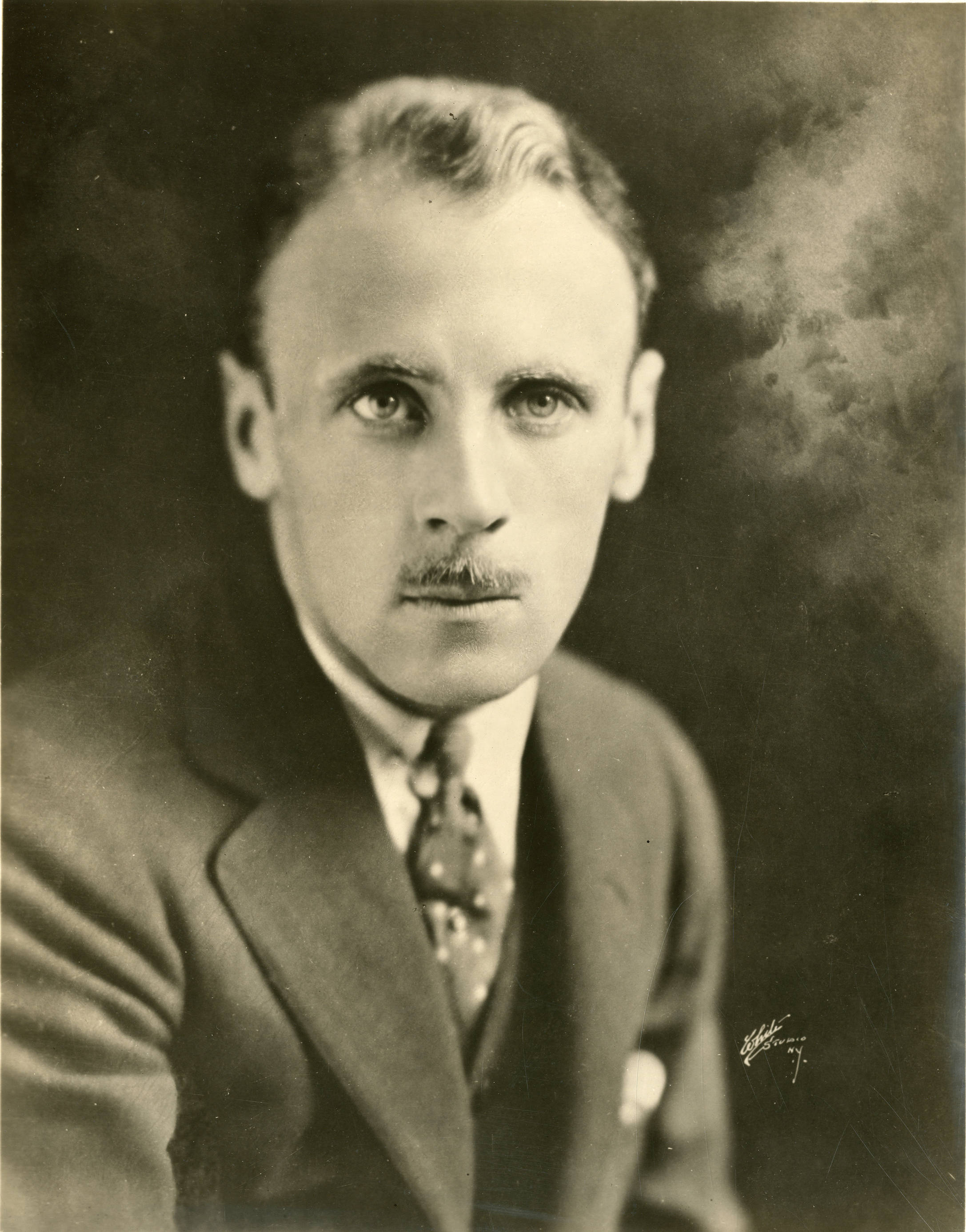
Roland Young (1922)

Roland Young (* 11. November 1887 in London, England; † 5. Juni 1953 in New York City, New York) war ein US-amerikanischer Film- und Theaterschauspieler britischer Herkunft. Bekannt wurde er vor allem durch die Rolle des Cosmo Topper in den drei Topper-Filmkomödien.

## Leben
Roland Young, Sohn eines Architekten, genoss am Sherborne College und später an der London University seine Schulausbildung, ehe er beschloss, Schauspieler zu werden. Die nötigen Kenntnisse erwarb sich Young an der bekannten Royal Academy of Dramatic Art. 1908, im Alter von 21 Jahren, stand Young erstmals in London auf der Bühne, ehe er nur vier Jahre später, im Dezember 1912, sein Debüt am Broadway gab. Bis Mitte der 1910er Jahre nahm Young noch Engagements in England wahr, sodass er oft von einer Theateraufführung zur anderen unterwegs war. 1918 erhielt Young die US-amerikanische Staatsbürgerschaft, und diente danach noch kurze Zeit auf der Seite der Amerikaner als Soldat im Ersten Weltkrieg. Sein Debüt als Filmschauspieler gab Young 1922 als Doktor Watson in Sherlock Holmes, an der Seite von John Barrymore. Kurz zuvor hatte er im September 1921 seine erste Frau Marjorie Kummer geheiratet, mit der er bis Oktober 1940 verheiratet war.
Youngs Rollenangebote waren meist auf britische Charaktere beschränkt, in denen er das stereotype Bild des aristokratischen Engländers verkörperte. Sein bekanntester Film war die 1937 produzierte Filmkomödie Topper – Das blonde Gespenst, für die Young 1938 eine Oscar-Nominierung in der Kategorie Bester Nebendarsteller erhielt. Sowohl 1938 als auch 1941 stand Young in Fortsetzungen des Films ebenfalls vor der Kamera. In den Topper-Filmen verkörperte er den bürgerlichen Bankdirektor Cosmo Topper, dessen geordnetes Leben durch den Kontakt mit Geistern durchgewirbelt wird. Bekannt sind außerdem sein Auftritt als Bösewicht Uriah Heep in George Cukors Dickens-Adaption David Copperfield (1935) und der 1936 produzierte Fantasyfilm Der Mann, der die Welt verändern wollte. Er spielte häufiger exzentrische Charaktere, etwa einen verschwenderischen Earl in Ein Butler in Amerika (1935) oder den reichen Onkel von Katharine Hepburns Hauptfigur in Die Nacht vor der Hochzeit (1940).
Roland Young, der sich von seiner Frau Marjorie im Oktober 1940 scheiden ließ, fand im April 1948 mit Dorothy Patience May DuCroz seine zweite Frau, mit der er die letzten Jahre seines Lebens zusammen war. Roland Young hatte keine Kinder. Er starb im Alter von 65 Jahren einen natürlichen Tod. Für seine Film- und Fernseharbeit wurde er mit zwei Sternen auf dem Hollywood Walk of Fame geehrt.

## Filmografie (Auswahl)
- 1922: Sherlock Holmes
- 1929: Her Private Life
- 1929: Wise Girls
- 1930: Madam Satan
- 1931: Annabelle’s Affairs
- 1931: Pagan Lady
- 1932: Um eine Fürstenkrone (A Woman Commands)
- 1932: Eine Stunde mit Dir (One Hour with You)
- 1932: Madame verliert ihr Kleid (This Is the Night)
- 1932: Street of Women
- 1933: A Lady’s Profession
- 1933: Pleasure Cruise
- 1934: Here Is My Heart
- 1935: David Copperfield (David Copperfield)
- 1935: Ein Butler in Amerika (Ruggles of Red Gap)
- 1936: Kein Alibi für den Staatsanwalt (The Unguarded Hour)
- 1936: Küss’ nicht im Kino (One Rainy Afternoon)
- 1936: Der Erbe des Hauses Farrington (Give Me Your Heart)
- 1936: Der Mann, der die Welt verändern wollte (The Man Who Could Work Miracles)
- 1937: Call It a Day
- 1937: King Solomon’s Mines
- 1937: Topper – Das blonde Gespenst (Topper)
- 1937: Ali Baba geht in die Stadt (Ali Baba Goes to Town)
- 1938: Sailing Along
- 1938: Gauner mit Herz (The Young in Heart)
- 1938: Topper geht auf Reisen (Topper Takes a Trip)
- 1939: Yes, My Darling Daughter
- 1939: Here I Am a Stranger
- 1939: The Night of Nights
- 1940: He Married His Wife
- 1940: Star Dust
- 1940: Irene
- 1940: Private Affairs
- 1940: Dulcy
- 1940: Die Nacht vor der Hochzeit (The Philadelphia Story)
- 1940: No, No, Nanette
- 1941: Topper 2 – Das Gespensterschloß (Topper Returns)
- 1941: Die Abenteurerin (The Flame of New Orleans)
- 1941: Die Frau mit den zwei Gesichtern (Two-Faced Woman)
- 1942: Ein Kuß zuviel (They All Kissed the Bride)
- 1942: Sechs Schicksale (Tales of Manhattan)
- 1943: Auf ewig und drei Tage (Forever and a Day)
- 1944: Stehplatz im Bett (Standing Room Only)
- 1945: Das letzte Wochenende (And Then There Were None)
- 1948: Straße des Lebens (Bond Street)
- 1948: Startbahn ins Glück (You Gotta Stay Happy)
- 1949: Der große Liebhaber (The Great Lover)
- 1950: Tanzen ist unser Leben – Let’s Dance (Let’s Dance)
- 1951: St. Benny the Dip
- 1953: Aquel hombre de Tánger